# 凱什 (愛達荷州)
凱什（英語：Cache）是位於美國愛達荷州提頓縣的一個非建制地區。該地的面積和人口皆未知。

## 地理
凱什的座標為43°47′17″N 111°09′27″W / 43.78806°N 111.15750°W，而該地的平均海拔高度為1843米（即6047英尺）。